# Гірські дощові ліси Нової Британії та Нової Ірландії
Гірські дощові ліси Нової Британії та Нової Ірландії (ідентифікатор WWF: AA0112) — австралазійський екорегіон тропічних та субтропічних вологих широколистяних лісів, розташований на сході Папуа Нової Гвінеї.

## Географія
Екорегіон гірських дощових лісів Нової Британії та Нової Ірландії охоплює високогірні райони Нової Британії та Нової Ірландії — двох найбільших островів в архіпелазі Бісмарка, який розташований в Меланезії, на схід від Нової Гвінеї. На висоті нижче 1000 м над рівнем моря гірські ліси екорегіону переходять у рівнинні дощові ліси Нової Британії та Нової Ірландії.
Нова Британія площею 36 520 км² — це найбільший острів в архіпелазі Бісмарка, який відділений протокою Витязь від півострова Гуон на північному сході Нової Гвінеї. Тут розташовані кілька гірських масивів, зокрема гори Вайтман, Наканай, Байнінг та Вілламез, які ізольовані один від одного ділянками низовин. Найвищою вершиною острова є активний вулкан Улавун заввишки 2334 м. Нова Ірландія площею 7404 км² є другим за величиною островом в архіпелазі Бісмарка. Тут розташовані гірські хребти Ганса Маєра і Веррон та високе плато Лелет. Найвищою вершиною острова є гора Тарон заввишки 2379 м.
Основу витягнутих, гористих островів Нова Британія та Нова Ірландія переважно складають вулканічні породи, перекриті товстим шаром вапняків, які складають 30 % поверхні Нової Британії та майже 40 % Нової Ірландії, або всю північну половину острова. В горах Нанакай, розташованих на сході Нової Британії, серед вапнякових скель зустрічаються численні печери, воронки та інші карстові форми рельєфу.
Незважаючи на безпосередню близькість архіпелагу Бісмарка до Нової Гвінеї та існування невеликих островів, які, можливо, є залишками сухопутного мосту, цей архіпелаг ніколи не поєднувався з материком. Острови регіону піднялися над поверхнею Тихого океану в пізньому міоцені, 8-10 мільйонів років тому. Вулканічна активність на них триває: на Великій Британії є кілька активних вулканів, зокрема найбільша гора острова Улавун. Виверження вулкана Тавурвур у 1994 році знищило місто Рабаул, столицю Східної Нової Британії.

## Клімат
В межах екорегіону домінує екваторіальний клімат (Af за класифікацією кліматів Кеппена), а на найвищих вершинах — високогірний субтропічний клімат (Cfb за класифікацією Кеппена). Гірські хребти на Новій Британії та Новій Ірландії затримують опади, внаслідок чого середньорічна кількість опадів в регіоні коливається від 1500 до 6000 мм, залежно від місцевості. Зі збільшенням висоти над рівнем моря температура знижується, а вологість підвищується.

## Флора
Рослинний покрив екорегіону представлений вологими вічнозеленими гірськими дощовими лісами. Перехід від рівнинних дощових лісів до гірських дощових лісів відбувається поступово. На висоті понад 1000 м над рівнем моря видовий склад та структура лісів змінюються. Лісовий намет в гірських лісах, як правило, розташований на нижчій висоті, ніж у низинних лісах. Дерева в гірських лісах не мають великих дошкоподібних коренів, а їхнє листя зазвичай дрібне й блискуче. В гірських дощових лісах у великій кількості зустрічаються епіфіти, зокрема різноманітні мохи, лишайники та орхідеї. Ґрунти в гірських районах, як правило, багатші на гумус, ніж у низовинах.
Серед дерев, що переважають у гірських дощових лісах екорегіону, слід відзначити новогвінейський кастанопсис (Castanopsis acuminatissima), нотофагус Старкенборга (Nothofagus starkenborghiorum) та новогвінейське каурі (Agathis robusta subsp. nesophila), а також зонтичні падуби (Ilex cymosa), магнолії-чампакки (Magnolia tsiampacca) та різні види сизигіумів (Syzygium spp.). Нотофагуси Старкенборга (Nothofagus starkenborghiorum) зустрічаються в горах Нової Гвінеї та Нової Британії, однак відсутні на Новій Ірландії. У деяких районах Нової Британії ці дерева утворюють великі насадження площею кілька квадратних кілометрів, зокрема велике насадження площею 60 000 га на плато Наканай. Ці насадження часто мають розріджений підлісок, що складається переважно з папоротей. У високогірних лісах Нової Ірландії домінують соломонські метросідероси (Metrosideros salomonensis)
Загалом флора екорегіону характеризується високим різноманіттям, однак є недостатньо дослідженою. Особливе високе різноманіття спостерігається серед епіфітів, поширених в хмарних лісах на висоті від 1000 до 1800 м над рівнем моря.

## Фауна
В межах екорегіону зустрічається 45 видів ссавців, більшість з яких (36 видів) — це рукокрилі, зокрема гірські трубконосі крилани (Nyctimene certans) та малі меланезійські довгокрили (Miniopterus macrocneme), а також майже ендемічні чорночереві крилани (Melonycteris melanops), крилани Жильяра (Pteropus gilliardorum), умбойські трубконосі крилани (Nyctimene vizcaccia), голоспинні крилани Андерсена (Dobsonia anderseni) та великовухі мішкокрили (Emballonura dianae). Серед інших ссавців, поширених в горах екорегіону, слід відзначити валлабі Брауна (Thylogale browni), цукрову сумчасту летягу (Petaurus breviceps), звичайного колючого бандикута (Echymipera kalubu), чорнохвостого мозаїкохвостого щура (Melomys rufescens) та каштанову деревну мишу (Pogonomys macrourus).
Серед майже ендемічних птахів, які окрім високогір'їв Нової Британії та Нової Ірландії зустрічаються також в низинних лісах або на сусідніх островах Меланезії, слід відзначити чорного пінона (Ducula melanochroa), рожевоногого пастушка (Hypotaenidia insignis), меланезійську салангану (Aerodramus orientalis), темноголового яструба (Accipiter princeps), чорного осоїда-довгохвоста (Henicopernis infuscatus), чорноголового альціона-галатею (Tanysiptera nigriceps), новобританського какаду (Cacatua ophthalmica), новобританського лорікета (Vini rubrigularis), новоірландського лорі (Lorius albidinucha), архіпелагову піту (Erythropitta novaehibernicae), новоірландську медовичку (Myzomela pulchella), новоірландського медівника (Philemon eichhorni), новоірландського дронго (Dicrurus megarhynchus), сірогорлу віялохвістку (Rhipidura dahli), оксамитову міагру (Myiagra eichhorni), дугодзьобу ворону (Corvus insularis), рудощокого кущавника (Cincloramphus rubiginosus), новобританського квічаля (Zoothera talaseae), бісмарцького дрозда (Turdus heinrothi) та сірошию мунію (Lonchura hunsteini). Ендеміками екорегіону є новобританські яструби (Accipiter brachyurus), новобританські медвянці (Vosea whitemanensis) та новобританські кущавники (Cincloramphus grosvenori).

## Збереження
Більша частина гірських лісів Нової Британії та Нової Ірландії є відносно незайманою, що пояснюється складним рельєфом та малонаселеністю екорегіону. Тим не менше, в горах регіону ведуться деякі лісозаготівельні роботи, що можуть призвести до деградації лісів, поширення інтродукованих видів та ерозії гірських схилів. 
Оцінка 2017 року показала, що 65 км², або менше 1 % екорегіону, є заповідними територіями. Природоохоронні території включають Заповідник гори Бамус та Заповідник гір Вайтман.